# Dichrostachys spicata
Dichrostachys spicata là một loài thực vật có hoa trong họ Đậu. Loài này được (F.Muell.) Domin miêu tả khoa học đầu tiên.